# WDW王座
WDW王座（ダブリュー・ディー・ダブリューおうざ）は、道頓堀プロレスが管理、認定している王座。「WDW」は「レスリング道頓堀ワールド」の略。

## 歴史
2014年8月10日、道頓堀プロレス東成区民センター大会で開催された「道頓堀最強男決定戦トーナメント」に優勝した空牙が初代王者になった。

## 歴代王者
| 歴代   | 選手                 | 戴冠回数 | 防衛回数 | 獲得日付       | 獲得場所 （対戦相手・その他）       |
| ------ | -------------------- | -------- | -------- | -------------- | ----------------------------------- |
| 初代   | 空牙                 | 1        | 1        | 2014年8月10日  | 東成区民センター ビリーケン・キッド |
| 第2代  | ラ・ピート           | 1        | 3        | 2015年5月8日   | 尼崎中小企業センター                |
| 第3代  | マグニチュード岸和田 | 1        | 0        | 2016年10月2日  | アゼリア大正                        |
| 第4代  | 三原一晃             | 1        | 2        | 2017年4月2日   | 天王寺区民センター                  |
| 第5代  | TORU                 | 1        | 1        | 2017年12月22日 | 大阪府立体育会館第2競技場           |
| 第6代  | ビリーケン・キッド   | 1        | 1        | 2018年9月16日  | すみのえ舞昆ホール                  |
| 第7代  | ディアブロ           | 1        | 0        | 2019年4月14日  | 湯浅駅前多目的広場                  |
| 第8代  | 三原一晃             | 2        | 3        | 2020年3月1日   | 平野区民ホール                      |
| 第9代  | ヲロチ               | 1        | 3        | 2021年9月5日   | 世界館                              |
| 第10代 | 晴斗希               | 1        | 1        | 2023年2月5日   | すみのえ舞昆ホール                  |
| 第11代 | 菊池悠斗             | 1        | 5        | 2023年9月3日   | 世界館                              |